# Marie Byles
Marie Beuzeville Byles (8 d'abril del 1900 - 21 de novembre del 1979) fou una conservacionista ambiental, pacifista, primera advocada a Nova Gal·les del Sud, alpinista, exploradora, feminista, periodista i membre de la comunitat budista de Nova Gal·les del Sud (Austràlia).

## Biografia
Byles nasqué al 1900 a Ashton upon Mersey (llavors Cheshire), Anglaterra. Els seus germans foren David John Byles i Baldur Unwin Byles (1904–1975). Els seus pares eren unitaris universalistes, socialistes fabians i pacifistes. Sa mare, Anada Margaret, de soltera Unwin, sufragista, havia estudiat en The Slade School of Fine Art, fins que "el seu talent artístic es va perdre per la monotonia de la neteja", i li inculcà la necessitat de ser econòmicament independent. Son pare, Cyril Beuzeville Byles, era enginyer de senyals ferroviaris. A Anglaterra impulsà als seus fills a participar en campanyes contra les tanques que impedien l'accés públic a passeigs recreatius.
El 1932 entrà en el The Women's Club, que es creà a Sydney el 1901 per facilitar un lloc on poguessen reunir-se dones "interessades en el treball públic, professional, científic i artístic".

## Carrera

### Primera advocada
Byles fou una de les poques dones que estudiaren en la Universitat de Sydney. Es graduà amb una llicenciatura en arts el 1921, i el 1924 acabà una llicenciatura en dret i fou la primera dona a ser admesa com a advocada a Nova Gal·les del Sud. Tot i que Ada Evans s'havia graduat en dret al 1902, fou il·legal que una dona exercís l'advocacia a Austràlia fins al 1918. El 1929, després de treballar com a oficinista durant quatre anys, establí una pràctica legal, i fou la primera dona a fer-ho a Nova Gal·les del Sud.
Byles treballava en dos bufets d'advocats, un a Eastwood i l'altre a Sydney. Li donà a les dones joves l'oportunitat de participar en la professió. "El negoci a Eastwood va créixer perquè ella tenia la reputació de fer les coses molt ràpid i això era pràcticament desconegut en una oficina legal, era notòria": empleada Ruth Milton. Va treballar principalment en traspassos i successions, i també assegurant acords de divorci justos per a les seues clientes. Es va retirar al 1970.